# Phyllomedusa
Phyllomedusa (Wagler, 1830) è un genere di rane della famiglia Phyllomedusidae, distribuite in tutto il Centro ed il Sudamerica. Comprende 16 specie.

## Distribuzione e habitat
Tutte le specie di questo genere sono presenti nell'area così delimitata: Panama, le pendenze sul versante dell'Oceano Pacifico in Colombia, in tutto il Sudamerica ad est delle Ande, compresi Trinidad, Argentina ed Uruguay..

## Tassonomia
Il genere comprende le seguenti specie:
- Phyllomedusa bahiana Lutz, 1925
- Phyllomedusa bicolor (Boddaert, 1772)
- Phyllomedusa boliviana Boulenger, 1902
- Phyllomedusa burmeisteri Boulenger, 1882
- Phyllomedusa camba De la Riva, 1999
- Phyllomedusa chaparroi Castroviejo-Fisher, Köhler, De la Riva, and Padial, 2017
- Phyllomedusa coelestis (Cope, 1874)
- Phyllomedusa distincta Lutz, 1950
- Phyllomedusa iheringii Boulenger, 1885
- Phyllomedusa neildi Barrio-Amorós, 2006
- Phyllomedusa sauvagii Boulenger, 1882
- Phyllomedusa tarsius (Cope, 1868)
- Phyllomedusa tetraploidea Pombal & Haddad, 1992
- Phyllomedusa trinitatis Mertens, 1926
- Phyllomedusa vaillantii Boulenger, 1882
- Phyllomedusa venusta Duellman & Trueb, 1967